# Eric Wauters
Eric Wauters (Rijmenam, 12 mei 1951 – Beerzel, 21 oktober 1999) was een Belgisch ruiter. 

## Levensloop
Hij werd driemaal Belgisch kampioen en behaalde samen met Edgard-Henri Cuepper, François Mathy en Stanny Van Paesschen een bronzen medaille op de jumping per ploeg op de Olympische Spelen in 1976.
In 1993 schreef Wauters het boek 'Pomme d'Api' over zijn leven als ruiter. De titel verwijst naar het paard waarmee hij jarenlang gereden heeft. In oktober 1999 pleegde Wauters in zijn woning zelfmoord. De dood van enkele van zijn paarden zou hij niet meer hebben kunnen verwerken. Hij had met zijn vrouw Yolande drie dochters (Caroline, Wendy en Julie).

## Erelijst
- 1972

11e Olympische Spelen, team
gediskwalificeerd in finale Olympische Spelen, individueel
- 1976

3e Olympische Spelen, team
43e Olympische Spelen, individueel
- 1994

1e Grand Prix in Sint Sebastian met 'Isaura Van De Helle'
- 1996

13e Olympische Spelen, team met 'Bon Ami'
67e Olympische Spelen, individueel
- 1998

1e Nations Cup in Lissabon met 'Kalief'